# Saul Williams
Saul Williams és un poeta, guionista i actor, va decidir establir-se també com a MC. El seu primer enregistrament destacat, Ocean within, va ser en col·laboració amb KRS One i va formar part de la banda sonora de Slam (1998), llargmetratge premiat als festivals de Canes i Sundance en el qual va exercir de coguionista i actor principal. L'any 2001 va publicar el seu primer àlbum en solitari, Amethyst rock star, un disc que el va dur a participar al Detroit Electronic Musical Festival així com a diversos concerts i festivals europeus. En el EP Not in my name (2003) apareix remesclat per Coldcut i DJ Spooky. El seu darrer disc porta per títol el seu propi nom i va sortir publicat l'any 2004.